# Sölve Dahlgren
Sölve Dahlgren, född 1972 i Västerås, är en svensk författare och entreprenör.
Dahlgren är en av grundarna av Hoi Förlag, liksom av den litterära nyhetsbloggen Boktugg.se. Som författare är han kanske mest känd för ungdomsböckerna i serien Innebandypiraterna.
Dahlgren har en bakgrund som förlagsredaktör för ett antal årsböcker omkring idrottare, inklusive Fotbollsstjärnor och NHL-stjärnor (båda utgivna på Egmont). Han har även varit redaktör för branschtidningar som Tennis, Goal, Pro Hockey, Fotbollmagasinet och Svensk Innebandy.
Debuten som skönlitterär författare skedde via Innebandypiraterna, den första boken i serien som kom ut hösten 2009. Därefter har han fortsatt med ytterligare ett antal volymer i serien, till en början utgivna i privat regi och senare via Hoi Förlag där han 2010 var en av grundarna.
2014 presenterade han sin första roman för en vuxen målgrupp – Fem stjärnor för Färglösa, en komedi kretsande kring en påhittad kommun i Skåne (där han bor sedan sent 1970-tal). Två år senare kom fortsättningen Färglösa får främmande.
Sölve Dahlgren har även producerat böcker med tips riktade till författare. 2013 kom Anteckningsbok för författare och året efter Lyckas som författare, med Ann Ljungberg och Lars Rambe som medförfattare. Samarbetet med dessa båda inledde han 2010 med Lyckas med bokutgivning.